# Buthus gonzalezdelavegai
Espèce
Buthus gonzalezdelavegai est une espèce de scorpions de la famille des Buthidae.

## Distribution
Cette espèce est endémique d'Andalousie en Espagne. Elle se rencontre dans la Doñana .

## Systématique et taxinomie
Cette espèce a été décrite par González-Moliné et de Armas en 2024.

## Étymologie
Cette espèce est nommée en l'honneur de Juan Pablo González de la Vega. 

## Publication originale
- González-Moliné & de Armas, 2024 : « Una especie nueva del genero Buthus (Scorpiones: Buthidae) de la Provincia de Huelva, España. » Revista Iberica de Arachnologia, vol. 44, p. 75-84.